# دهستان شامکان
شامکان، دهستانی از توابع بخش شامکان و در شهرستان ششتمد استان خراسان رضوی ایران است. مردم دهستان شامکان به زبان فارسی خراسانی با گویش سبزواری صحبت می‌کنند.مردم این دهستان شیعه مذهب هستند.

## جمعیت
جمعیت این دهستان بر اساس سرشماری سال ۱۳۸۵ جمعیت آن ۵٬۹۴۷ نفر (۱٬۴۵۳ خانوار)
بوده است.